# NGC 3517-2
NGC 3517-2 (другие обозначения — MCG 10-16-57, KCPG 266B, PGC 33532) — спиральная галактика (Sb) в созвездии Большой Медведицы.
Этот объект не входит в число перечисленных в оригинальной редакции «Нового общего каталога» и был добавлен позднее.
Галактика находится на расстоянии 0,6′ к северу от более крупной соседней спиральной галактики NGC 3517 и, возможно, находится во взаимодействии с ней. Спроецированное расстояние между ядрами галактик на предполагаемом расстоянии составляло бы около 75 тыс. световых лет.
Галактика NGC 3517-2 (вместе с её более массивным компаньоном) рассматривалась как возможный источник кластера из пяти частиц космических лучей ультравысоких энергий (более 4·1019 эВ), наблюдавшегося в экспериментах AGASA, HiRes и Якутск.